# Popular Astronomy (magazine américain)
Pour les articles homonymes, voir Popular Astronomy.
Popular Astronomy est un magazine scientifique américain, fondé en 1893 par l'astronome William Wallace Payne (1837-1928) qui dirige alors le Goodsell Observatory (en) du Carleton College à Northfield dans le Minnesota,. Le journal s'adresse principalement aux astronomes amateurs qui, à cette époque, sont la pierre angulaire du développement de cette science. Chaque volume annuel de Popular Astronomy comprend dix parutions, entre 1893 et 1951, date de son dernier numéro.
Le magazine joua un rôle important dans le développement de l'observation des étoiles variables par des amateurs aux États-Unis. William Tyler Olcott qui fonda l'American Association of Variable Star Observers, en 1911, lança de nombreux appels aux astronomes amateurs dans ce journal, afin qu'ils rejoignent son association et participent à la collecte de données destinées aux scientifiques. Très vite le journal est utilisé par Olcott pour publier les résultats des observations de l'association.